# Vejvanov
Vejvanov é uma comuna checa localizada na região de Plzeň, distrito de Rokycany.